# Papagomys theodorverhoeveni
Papagomys theodorverhoeveni — вимерлий вид пацюків (Rattini), який жив на Флоресі в Індонезії. У 1996 році він був визнаний вимерлим. Однак експерти вважають, що він вимер до 1500 року нашої ери. Вид відомий лише з кількох субвикопних фрагментів. Його назвали на честь голландського священика Теодора Верховена.